# 馬込半白胡瓜
馬込半白胡瓜（まごめはんじろきゅうり）は、キュウリの品種の一つである。馬込村、現在の東京都大田区で栽培されている。

## 概要
明治30年（1897年）頃に、大井胡瓜と瓜（ウリ）を掛け合わせて改良したものとして作られ始めた。品種改良が進み、明治37-38年（1904年-1905年）頃には馬込半白胡瓜と呼ばれるようになった。中でも篤農家の河原梅次郎が品種改良に取り組み、大正9年（1920年）頃に採種組合「大農園」を設立したことが知られている。河原は四国や九州にも栽培指導をしたが、大田区では昭和38年（1963年）頃に栽培されなくなってしまった。平成8年（1996年）、JA東京大森が都営浅草線西馬込駅近くに記念碑を建設した。

## 特徴
形は円筒形で両端も丸みを帯びている。根元の部分は淡い緑色で他の部分は白色になっている。節ごとに次々と雌花が咲いて実がなる節成種であることから馬込半白節成胡瓜とも呼ばれている。糠漬けなどの漬物にして食される。